# Neolophonotus amnoni
Neolophonotus amnoni är en tvåvingeart som beskrevs av Jason Gilbert Hayden Londt 1985. Neolophonotus amnoni ingår i släktet Neolophonotus och familjen rovflugor.
Artens utbredningsområde är Kenya. Inga underarter finns listade i Catalogue of Life.